# 台灣之光

台灣光子源是被稱為台灣之光的事物之一。

台灣之光是一個台灣新聞媒體常用的詞彙，用來指稱在國際上有名氣的臺灣人、臺灣裔人士或台灣產品，同時也是一個台灣人對本土文化產生自豪的用詞。

## 歷史
台灣之光這個詞彙早在2001年便開始出現在中央社和聯合報的報導中，台灣之光的使用率在2005年開始成形，2006~2009年因為王建民的相關報導造成此詞彙的使用快速擴張；同時期間，也有越來越多的人開始被稱為台灣之光。
最初台灣之光的名號主要用於在國際競賽中得勝的台灣人，包括美國職棒選手王建民、高爾夫球選手曾雅妮、網球選手盧彥勳、烘焙師吳寶春、景美女中拔河隊、電玩競賽隊伍台北暗殺星、羽球選手戴資穎，之後進一步發展成任何只是單純得到國際關注的人皆可被稱為台灣之光，如奧斯卡金像獎導演李安、歌手及演員周杰倫、歌手張惠妹、樂團五月天、歌手林育群、服裝設計師吳季剛、慈善人士陳樹菊等。其中也有些人和台灣的關係並不明顯，如吳季剛在九歲時移民加拿大，之後一直到成名前皆未曾回到台灣。
後續發展逐漸和商業利益結合，消費產品也被冠上台灣之光的名號，如捷安特、宏碁、噶瑪蘭威士忌、法藍瓷、蘭花、石斑魚等等。
隨著台灣之光的發展，聯合報在2008年做了《世界之最，台灣之光》系列報導；遠見雜誌則在2009年出版了《新台灣之光100》，收錄99名成功人士的專題報導，以慶祝中華民國建國百年。2011年馬英九總統於總統府接見並表揚「台灣之光系列人物」，包括懷德居木工家具實驗學校創辦人林東陽、調酒大師蔡煜義、藏色天目碗達人「圓山窯」江有庭、童玩達人張文雄、臺灣鯛料理達人李宗銘、虱目魚女王盧靖穎、飯糰魔法師余政隆、亦宛然掌中劇團、蝠氣球藝術家李承澔等人。

## 評論
社會學研究多認為台灣之光的現象的起源和台灣主體地位的不明確有關，同時受到本土化和全球化的影響，也因為極少數台灣人能在海外獲得巨大成功，一旦上了國際新聞後，就會迅速被冠上該稱號，隨著時代的演進與發展，其詞彙大多已經形容獲得國際肯定的台灣年輕人。
台灣之光首次出現在新聞中是在第一次政黨輪替之後，開始發揚本土化之時。表面上台灣之光雖然強調國際，但其實是訴諸國族主義的詞彙，源於國族的自卑情結，期望以外界的目光來提升自我。
後續媒體、名人、大眾皆對台灣之光的泛濫起了推波助瀾的功效；透過支持國貨以及明星代言等行為，台灣之光的現象和資本主義結合。
不少人認為「台灣之光」這個詞彙是因為台灣人自尊心低落造成，因此許多其實是在國外培養並成功的人只因為是在台灣出生，也被稱為台灣之光。有些被稱為台灣之光的人認為台灣對他們的影響有限、並且認為台灣的環境有改善空間，例如曾雅妮和盧彥勳對臺灣的體育環境都曾有類似評論。有評論因此認為，這是「台灣沾光」而不是「台灣之光」，為此該詞彙也成了當今時下諷刺一些在海外有重大成功的台灣年輕人，除此之外，若有重大成功，這些年輕人多半都會被台灣的一些政客給「沾光」，推揚自己的政治理念並計畫性地奪得選票，也是諷刺現今時下的台灣政治。

## 類似概念
- 世界市民（韓語：세계시민）：流行於韓國的國際論述，強調每個韓國人都應該進入國際來提升韓國的國際形象。有別於世界主義，韓國由上層菁英推動的「世界市民」概念和新自由主義更加契合[10]，而相較之下，台灣之光則更強調彈性和民主多元價值，允許國民依不同的方式站上國際舞台[9]。
- 提到芬蘭了！（芬蘭語：suomi mainittu）：網路迷因，指當芬蘭在國際、海外場合被提及時芬蘭人的反應，芬蘭政府發表的官方表情符號中也特別包含了這樣的符號[11]。